# Канцане, Бирута Павловна
Биру́та Па́вловна Ка́нцане (17 мая 1939 — 22 ноября 2022) — главный архитектор Липецкой области (2004—2009), заместитель начальника управления строительства и архитектуры. Заслуженный архитектор РФ (1995).

## Биография
Родилась в Латвии в 1939 году. Окончила архитектурное отделение Рижского политехнического института. Работала по специальности в Магадане, Набережных Челнах.
В Липецке работала с 1979 года, когда её приняли в «Липецкгражданпроект». Занималась проектированием жилых микрорайонов на юго-западе города.
С 1982 года — главный архитектор Липецка (после В. А. Прилипко). В это время в Липецке ведётся масштабное жилищное строительство. Осваивается новый, 6-й, жилой район (микрорайоны № 20—23).
По проекту Канцане строятся пять 14-этажных жилых домов по индивидуальному проекту на улице Космонавтов (9-й микрорайон). Каждый из них имеет пристройку (арх. Т. К. Соколова). Вдоль домов образован бульвар.
В 1987 году по её проекту в Верхнем парке создается скульптурная композиция «Интернационал — парни из музкоманды» (ск. А. Е. Вагнер). В том же году проект получил диплом АХ СССР.
Кроме того, её авторство приписывают двум крупным проектам — поликлинике ЛТЗ (1980—1984, совместно с М. М. Трофимовой) и 16-этажному дому-«трилистнику» с Дворцом бракосочетания (1985, совместно с Г. М. Александровым, Э. Е. Серовой и В. Д. Тягуновым), однако главный инженер этих построек Леонид Заславский это опровергает.
Главным архитектором города Канцане была до 1994 года. С 2004 по 2009 год — главный архитектор Липецкой области.
В последние годы жила в Москве. Скончалась 22 ноября 2022 года.